# Parlamentswahl in Lettland 2006
- PCTVL: 6
- SC: 17
- ZZS: 18
- JL: 18
- TP: 23
- LPP: 10
- TB: 8

Die Parlamentswahl in Lettland 2006 fand am 7. Oktober 2006 statt. Es war die Wahl zur 9. Saeima der Republik Lettland.

## Wahlsystem
Es wurden alle 100 Sitze im lettischen Parlament neu vergeben. Die Legislaturperiode betrug vier Jahre. Es galt eine Fünf-Prozent-Sperrklausel. Gewählt wurde nach dem Verhältniswahlrecht.

## Wahlergebnis
Von 19 Listen zogen 7 in die Saeima ein. Die anderen scheiterten an der 5 %-Hürde.

Gewählte Abgeordnete und Mehrheiten nach Regionen und Rajons

| Partei                                                             | Partei                                               | Stimmen   | Stimmen | Stimmen | Sitze  | Sitze |
| Partei                                                             | Partei                                               | Anzahl    | %       | +/−     | Anzahl | +/−   |
| ------------------------------------------------------------------ | ---------------------------------------------------- | --------- | ------- | ------- | ------ | ----- |
|                                                                    | Volkspartei (TP)                                     | 177.481   | 19,6    | +3,0    | 23     | +3    |
|                                                                    | Bündnis der Grünen und Bauern (ZZS)(1)               | 151.595   | 16,7    | +7,3    | 18     | +6    |
|                                                                    | Neue Ära (JL)                                        | 148.602   | 16,4    | −7,5    | 18     | −8    |
|                                                                    | Zentrum der Harmonie (SC)                            | 130.887   | 14,4    | Neu     | 17     | Neu   |
|                                                                    | Erste Partei Lettlands – Lettlands Weg (LPP-LC)(2)   | 77.869    | 8,6     | −5,8    | 10     | ±0    |
|                                                                    | Für Vaterland und Freiheit/LNNK (TB/LNNK)            | 62.989    | 6,9     | +1,5    | 8      | +1    |
|                                                                    | Für Menschenrechte im vereinten Lettland (PCTVL)     | 54.684    | 6,0     | −13,0   | 6      | −19   |
|                                                                    | Lettische Sozialdemokratische Arbeiterpartei (LSDSP) | 31.728    | 3,5     | −0,5    | 0      | ±0    |
|                                                                    | Politische patriotische Vereinigung „HEIMAT“ (PPADz) | 18.860    | 2,1     | Neu     | 0      | Neu   |
|                                                                    | Alles für Lettland (VL)                              | 13.469    | 1,5     | Neu     | 0      | Neu   |
|                                                                    | Neue Demokraten (JD)                                 | 11.505    | 1,3     | Neu     | 0      | Neu   |
|                                                                    | Pensionär- und Rentnerpartei                         | 7.175     | 0,8     | Neu     | 0      | Neu   |
|                                                                    | Mara's Land                                          | 4.400     | 0,5     | +0,3    | 0      | ±0    |
|                                                                    | Die Euroskeptischen                                  | 3.365     | 0,4     | Neu     | 0      | Neu   |
|                                                                    | Unser Land                                           | 2.065     | 0,2     | +0,1    | 0      | ±0    |
|                                                                    | Partei der sozialen Gerechtigkeit (STP)              | 1.575     | 0,2     | Neu     | 0      | Neu   |
|                                                                    | Union der nationalen Kräfte (NSS)                    | 1.172     | 0,1     | Neu     | 0      | Neu   |
|                                                                    | „LETTISCHES LETTLAND“                                | 1.130     | 0,1     | Neu     | 0      | Neu   |
|                                                                    | Vaterlandsunion (TS)                                 | 1.114     | 0,1     | Neu     | 0      | Neu   |
| Gesamt                                                             | Gesamt                                               | 901.665   | 100,0   |         | 100    |       |
| Gültige Stimmen                                                    | Gültige Stimmen                                      | 901.665   | 99,2    | −0,1    |        |       |
| Ungültige Stimmen                                                  | Ungültige Stimmen                                    | 7.314     | 0,8     | +0,1    |        |       |
| Wahlbeteiligung                                                    | Wahlbeteiligung                                      | 908.979   | 61,0    | −10,4   |        |       |
| Nichtwähler                                                        | Nichtwähler                                          | 581.657   | 39,0    | +10,4   |        |       |
| Wahlberechtigte                                                    | Wahlberechtigte                                      | 1.490.636 |         |         |        |       |
| (1) Parteienbündnis aus LZS und LZP (2) Wahlbündnis aus LPP und LC |                                                      |           |         |         |        |       |
| Quelle: Zentrale Wahlkommission                                    |                                                      |           |         |         |        |       |